# Ману Торрес
Мануель Торрес Катурла (ісп. Manuel Torres Caturla, нар. 14 серпня 1989, Торремолінос), відомий як Ману Торрес (ісп. Manu Torres — іспанський футболіст, що грав на позиції лівого захисника.

## Ігрова кар'єра
Народився 14 серпня 1989 року в Торремоліносі. Вихованець футбольної школи «Малаги». У дорослому футболі дебютував 2006 року виступами за лругу команду клубу. У 2009–2011 роках у складі головної команди «Малаги» провів 24 гри на рівні Ла-Ліги.
Залишивши рідний клуб влітку 2011, протягом сезону грав за друголігову «Картахена». Протягом другої половини 2012 року залишався без клубу, після чого знайшов варіант продовження кар'єри у третьоліговій команді «Хетафе Б». Згодом до кінця 2010-х пограв ще за низку команд Сегунди Б — «Бургос», «Хумілью», «Сабадель», «Бадахос» та «Корнелью». 2016 року мав нетривалий досвід виступів за кордоном, погравши за румунський «Полі Тімішоара».